# Frank J. Wilson
Pour les articles homonymes, voir Wilson et Frank Wilson (homonymie).
Frank John Wilson (né le 19 mai 1887 à Buffalo (État de New York) et mort le 22 juin 1970 à Washington) est un directeur de l'US Secret Service et un ancien agent du fisc américain, connu pour avoir permis la condamnation pour fraude fiscale du gangster Al Capone en 1931.
Ayant rejoint l'unité de renseignement de l'Internal Revenue Service, Wilson, ancien comptable, établit sa réputation durant la Prohibition, en tant qu'agent du fisc très rigoureux, voire obsessionnel.

## Carrière

### L'affaire Al Capone
À la suite de l’élection d’Herbert Hoover comme président, le secrétaire du Trésor Andrew Mellon est chargé de faire tomber Al Capone, le travail du Bureau of Investigation de J. Edgar Hoover n'étant pas jugé satisfaisant. Le gouvernement fédéral envisage alors le problème sous deux angles : la lutte contre l’évasion fiscale, et le respect du Volstead Act (interdiction de vendre de l’alcool).
En 1928, Frank J. Wilson, agent spécial du fisc après avoir vu sa candidature pour la police rejetée à cause de sa mauvaise vue, est choisi par Elmer L. Irey, chef de la branche « exécution » de l'IRS, pour s'occuper du premier aspect du dossier, le second aspect étant confié à l'agent du Trésor Eliot Ness. Bien que de précédentes charges pour racket pesant sur Al Capone aient été sans résultat, Irey pense que Capone pourrait être poursuivi sur la base de la jurisprudence de la Cour Suprême américaine de 1927 : cette année-là, le contrebandier d'alcool Manny Sullivan invoqua le 5e amendement pour masquer une partie de ses revenus illégaux, argument que la Cour repoussa. Selon cette décision, toutes les sources de revenus, y compris celles provenant d'activités occultes, devaient être soumises à l'impôt sur le revenu.
Cependant, comme Capone ne déclarait ni ses impôts, ni son patrimoine, ni ses rentrées d'argent, qu'il ne tenait aucun relevé de comptes et n'émettait pas de reçus, ses revenus ne pouvaient être évalués. Dès lors, l'estimation des gains et dépenses du gangster étant devenue cruciale, Wilson fit infiltrer son organisation, l'« Outfit de Chicago » par plusieurs agents fédéraux. L'objectif était de glaner des informations sur les affaires de Capone dans la contrebande d'alcool, les paris illégaux et autres activités occultes.
Wilson lui-même s'installa à Chicago avec sa femme, dans l'hôtel Sheridan Plaza, se faisant passer pour des touristes. La femme de Wilson n'était pas tenue au courant des détails de son assignation, sachant uniquement que son mari enquêtait sur les finances d'un certain « Curly Brown » (un des alias d'Al Capone). Wilson passa donc les trois années suivantes à collecter des informations sur les affaires financières du gangster, en traquant notamment une foule de comptables et de gestionnaires.
Wilson est doté d'un budget de 75 000 dollars (financé par « The Secret Six (en) », groupe d'industriels souhaitant mettre fin aux activités de Capone), l'équivalent d'un million de dollars de 2011, pour constituer un dossier de preuves. Il ne fera jamais de communiqué public, mais à l'issue de son enquête de trois ans, il rédige un rapport de 61 pages pour ses supérieurs dans lequel il écrit : « les revenus du contribuable provenaient du jeu, de la prostitution et de la contrebande d'alcool […] le prévenu n'avait aucun compte bancaire, n'achetait aucune propriété en son nom propre et, à l'exception de transferts d'argent par la Western Union et de quelques chèques occasionnels, traitait toutes ses affaires en espèces […] »
En 1930, Frank Wilson retrouve par hasard des documents oubliés, issus d'une perquisition réalisée en 1926 dans le tripot « Hawthorne Smoke Shop ». Une écriture sur un livre de compte indique « Frank a payé 17 500 USD pour Al ». Dès lors, il faut retrouver le comptable et obtenir son témoignage que le « Al » indiqué dans l'écriture est bien Al Capone. Le comptable présumé est identifié par l'analyse graphologique des employés d'Al Capone et retrouvé le 18 février 1931 après quatre mois de recherche. Wilson obtient plusieurs témoignages à charge d'employés d'Al Capone en leur faisant comprendre que le fisc pourrait leur causer de terribles ennuis et qu'il était de leur intérêt de témoigner contre Al Capone.
Étant prévenu de l'enquête de Wilson, Al Capone, inquiet, demande à cinq hommes de main new-yorkais de le tuer. Un des agents infiltrés au sein du gang d'Al Capone, Mike Malone, prévient les autorités fédérales du contrat. Via l'ancien mentor de Capone, Johnny Torrio, elles convainquirent Capone de l'annuler malgré ses réticences, lui faisant savoir qu'il serait tenu personnellement responsable de tout ce qui pourrait arriver de fâcheux à leur agent.
Frank Wilson demande alors au groupe des « Secret Six » de financer le premier programme de protection des témoins aux États-Unis. Le comptable du « Hawthorne Smoke Shop » est caché en Californie, un autre en Amérique du Sud. Frank J. Wilson se concentre alors sur les dépenses d'Al Capone, les comparant méticuleusement à ses revenus déclarés. Il enquête aussi dans les boutiques de Chicago et de Miami pour calculer le prix de ses meubles, de sa vaisselle et même de ses sous-vêtements. Après des centaines d’interrogatoires, il ressort que les revenus d'Al Capone sont bien plus importants que ceux qui étaient déclarés. Ses revenus nets furent chiffrés de 1924 à 1929 à 1 035 654,84 dollars. Bien que ses revenus réels soient bien supérieurs, la somme d'impôts 215 080,48 dollars suffit à le faire condamner. Comprenant qu'il sera arrêté pour des raisons fiscales, Al Capone a missionné un avocat depuis plus de deux ans pour négocier avec l'IRS, mais le fisc reste ferme et lui demande de payer la totalité des sommes dues. Al Capone refuse,,.
À l'issue de l'enquête, et du procès qui s'ensuivit, Capone est condamné à 11 ans d'emprisonnement, alors qu'il était resté jusqu'alors intouchable.

### Carrière ultérieure
Wilson prit part à l'équipe d'investigation concernant l'enlèvement de Lindbergh. Certaines sources indiquent que Wilson insista pour traquer les numéros de série sur le certificat or utilisé pour l'argent de la rançon (qui finalement mena à l'arrestation et la condamnation de Bruno Hauptmann).
En 1936, Wilson fut nommé directeur de l'US Secret Service. Il résista aux tentatives de J. Edgar Hoover durant les années 1940 de transférer le Secret Service du département de la Justice à la juridiction du FBI. Il élimina presque totalement la production et la diffusion de la monnaie contrefaite au travers d'un programme national éducatif jusqu'à sa retraite en 1947. Durant sa direction, il initia également des pratiques en matière de sécurité présidentielle qui sont devenues depuis des procédures standards[réf. nécessaire].
Frank J. Wilson mourut au Georgetown University Hospital à Washington, le 22 juin 1970, à l'âge de 84 ans.

## Culture populaire
Un article de Frank Wilson, Undercover Man: He Trapped Capone, servit de base au film Le Maître du gang avec Glenn Ford, sorti en 1949.
Dans le film Les Incorruptibles de Brian De Palma, avec Kevin Costner en Eliot Ness et de Niro en Al Capone, sorti en 1987, le personnage Oscar Wallace (incarné par Charles Martin Smith), bien que montré comme subordonné à Ness, s'inspire de Frank J. Wilson....

## Publication
- (en-US) Frank J. Wilson et Beth Day, Special Agent: A Quarter-Century with the Treasury Department and the Secret Service, New York : Holt, Rinehart and Winston, 1965.